# Sumpbäver
Sumpbäver eller nutria (Myocastor coypus) är en stor, bäverliknande gnagare, som ursprungligen härstammar från Sydamerika, men som under början av 1900-talet inplanterades till flera andra världsdelar för sin päls skull.

## Utseende

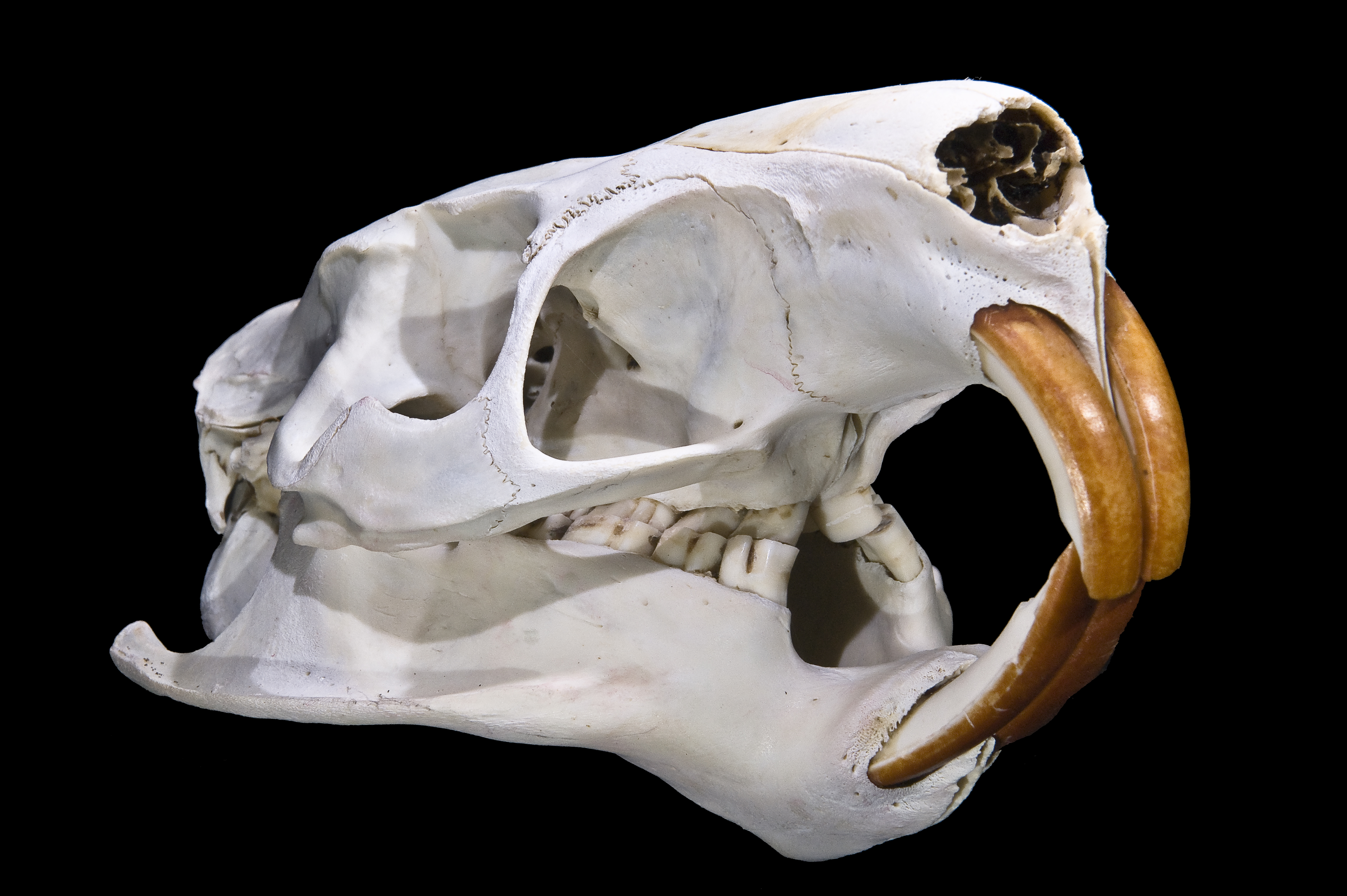
Skalle av sumpbäver

Sumpbävern har en kroppslängd (huvud och bål) mellan 47 och 57 centimeter, svanslängd av 34 till 40 centimeter och en vikt mellan 5 och 10 kilogram. Hannar är vanligen lite större än honor. Pälsen är gråbrun med vit nosspets. De stora gnagartänderna är tydligt tegelröda. Svansen är rund, fjällig och nästan helt naken. På bakfötterna finns fem tår varav fyra är sammanlänkade med simhud. Framtassarnas fyra tår har ingen simhud. Som en anpassning till att djuret ofta vistas i vattnet ligger näsborrarna, ögonen och öronen högt placerade på huvudet.
Sumpbävern har bra hörsel och bra känselsinne, den uppfattar rörelser med sina långa morrhår.

## Utbredning och systematik
Sumpbävern härstammar från Sydamerika men har vid början av 1900-talet introducerats till flera världsdelar, framför allt för pälsens (nutrians) skull. Vildlevande populationer finns i alla världsdelar förutom Australien och Antarktis.

### Taxonomi
Sumpbävern beskrevs taxonomiskt av Juan Ignacio Molina 1782 som Mus coypus, som därmed placerade den i mussläktet. Släktet Myocastor, beskrivet 1792 av Robert Kerr, härstammar från grekiskans mys, som betyder "mus", och kastor, som betyder "bäver". Oberoende av Kerr beskrev Étienne Geoffroy Saint-Hilaire arten som Myopotamus coypus, och denna synonym används ibland.
Sumpbävern tillhör gruppen marsvinsartade gnagare och de flesta auktoriteter placerar arten i den egna familjen Myocastoridae men vissa behandlar den istället som en underfamilj inom familjen lansråttor (Echimyidae).
Arten delas vanligtvis upp i fyra underarter:
- M. c. bonariensis - förekommer i norra Argentina, Bolivia, Paraguay, Uruguay och södra Brasilien
- M. c. coypus - förekommer i centrala Chile och Bolivia
- M. c. melanops - endemisk för Chiloé
- M. c. santacruzae - endemisk för Patagonien

M. c. bonariensis tros vara den underart som merparten av olika introducerade populationer härstammar ifrån.

### Observationer i Sverige
I Sverige har den på senare tid (till 2015) observerats i Halland, Västergötland och Norrbotten. Tidigare (åtminstone till omkring 1988)  har djur som rymt från pälsfarmar observerats i Småland (från 1939), Södermanland, Värmland, Dalarna och Härjedalen.

## Ekologi

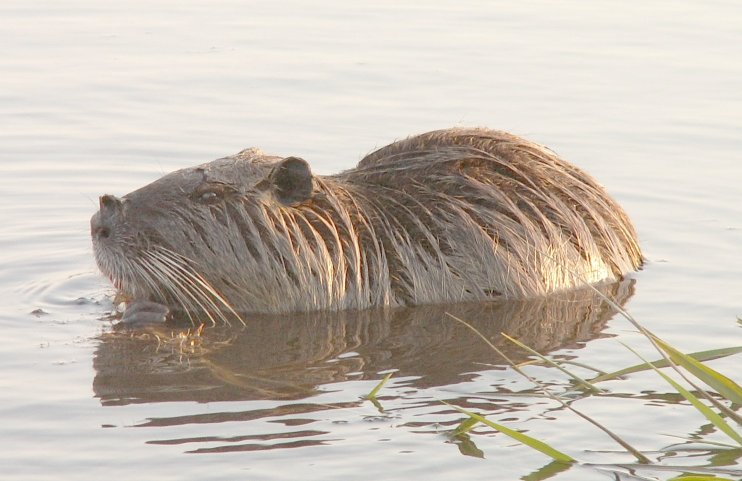
Sumpbäver i Hula-dalen i norra Israel.

Individerna är främst aktiva på natten men blir mera dagaktiva vid kallt väder.
Sumpbävern lever i och nära vatten, såväl saltvattensstränder som sjöar och vattendrag. Den vistas vanligen i låglandet men har ibland observerats 1 200 meter över havet. Arten förefaller att föredra långsamt rinnande vattendrag med tätvuxna stränder. Djuret är en skicklig simmare och dykare, men mera ovig på land. Sumpbävern kan vara aktiv under hela dygnet, men är främst i rörelse under gryning och skymning. Pälsen hålls vattentät med hjälp av ett fett sekret, som avsöndras från körtlar i mungiporna. Den lever främst av vattenväxter, men äter även många olika andra växter. Djuret kan i fångenskap bli upp till 10 år gammalt, i naturen når det vanligen 6 års ålder.

### Fortplantning
Djuret gräver gångar med en bohåla i strandkanterna, men kan också överta gångar från bisam. Tunneln är vanligen en till sex meter lång, maximal 15 meter. Sumpbävern lever i par eller familjegrupper, som kan växa till små kolonier. Unga könsmogna hannar lever vanligen ensamma. Sumpbävern kan få ungar året om och får 2 till 3 kullar per år. Efter ungefär 4 månaders dräktighet (125 till 140 dagar) föder honan 1 till 14 (vanligtvis 4 till 6) välutvecklade, seende ungar. De diar i 1,5 till 2,5 månader (genomsnitt 55 dagar), och kan göra så även i vatten tack vare spenarnas placering.